# 沖縄県立南部農林高等学校
沖縄県立南部農林高等学校（おきなわけんりつ なんぶのうりんこうとうがっこう）は、沖縄県豊見城市字長堂にある公立農業高等学校。

## 沿革
- 1948年10月1日 - 新制高等学校として設立、学科は農業科のみ（開校）
- 1952年4月1日 - 琉球政府に移管
- 1953年4月1日 - 学制改革により、農業科、園芸科、女子農業科を設置3学科3学級編成となる。
- 1956年12月31日 - 女子農業科を農村生活科に改称
- 1958年4月1日 - 「基準教育課程」農業科、園芸科、拓殖科、農村家庭科の4学科8学級編成になる。 定時制に農業科が設置される。
- 1963年4月1日 - 農村生活科を生活科に改称
- 1972年
  - 4月1日 - 農業科、園芸科、生活科は各2学級、拓殖科を廃止し、食品製造科、農業土木科は各1学級編成の5学科8学級編成になる。
- 5月15日 - 日本復帰に伴い沖縄県に移管
- 1977年3月1日 - 農業科、園芸科の両学科でのくくりでの募集開始。
- 1982年3月1日 - 定時制廃止
- 1987年3月1日 - 農業科、園芸科の学科別生徒募集開始。（くくり募集を停止し、コース制を実施）
- 1989年4月1日 - 園芸科2学級を施設園芸科及び園芸デザイン科の各1学級に改編。
- 1991年4月8日 - 生活科を生活科学科に改称し1学級となる。
- 1993年4月1日 - 食品製造科を食品技術科、農業土木科を緑地工学科に改称
- 1994年4月1日 - 農業科1学級になる。
- 1997年4月1日 - 農業科、施設園芸科、園芸デザイン科、食品技術科、緑地工学科、生活科学科の6学科6学級編成である。
- 2010年4月1日 - 施設園芸科を食料生産科、農業科を生物資源科、食品技術科を食品加工科、緑地工学科を環境創造科、生活科学科と園芸デザイン科を統合し生活デザイン科と大規模改編を実施。
- 現在   - 食料生産科、生物資源科、食品加工科、環境創造科、生活デザイン科の5学科5学級編成である。

## 現在の学科
全日制
- 食料生産科
- 生物資源科
- 食品加工科
- 環境創造科
- 生活デザイン科

## 著名な出身者
- 小田翔夢 - 現日本ライト級ユース王者
- 金城真吉
- 平仲信敏
- 平仲明信 - 元WBA世界スーパーライト級王者
- 屋比久保 - レスリング・元全日本王者